# Championnat nord-américain des nations
Le Championnat d'Amérique du Nord des nations était une compétition de football, aujourd'hui disparue, qui se disputait entre les nations membres de la Confédération nord-américaine de football (NAFC) puis de la Union nord-américaine de football (NAFU).
La dernière édition a eu lieu en 1991 et cette compétition a été supprimée 
La compétition a lieu quatre fois sur deux périodes distinctes. Les deux premières éditions se déroulent juste après la Seconde Guerre mondiale en 1947 et 1949 et sont organisées par la NAFC. Ces deux compétitions sont aussi connues sous le nom de Championnat de la NAFC. En 1961, la NAFC fusionne avec la Confédération centre-américaine et caribéenne de football (CCCF) au sein de la Confédération de l'Amérique du Nord, centrale et Caraïbes de football association (CONCACAF), qui organise de 1963 à 1989 le Championnat de la CONCACAF. 
Après plus de 40 ans d'interruption, la NAFU réintroduit le Championnat d'Amérique du Nord des nations en 1990. Une quatrième et dernière édition du tournoi a lieu en mars 1991. La compétition est alors supprimée afin de pouvoir mettre en place la Gold Cup, le Championnat d'Amérique du Nord, d'Amérique centrale et de la Caraïbes des nations qui a lieu pour la première fois en juin et juillet 1991.

## Nations participantes
- États-Unis
- Mexique
- Cuba - en 1947 et 1949 uniquement
- Canada - en 1990 et 1991 uniquement

## Vainqueurs
| Rang | Pays    | Titre(s) | Édition(s)         |
| ---- | ------- | -------- | ------------------ |
| 1    | Mexique | 3        | 1947, 1949 et 1991 |
| 2    | Canada  | 1        | 1990               |

## Palmarès
| Édition | Pays hôte  | Vainqueur | Deuxième   | Troisième  |
| ------- | ---------- | --------- | ---------- | ---------- |
| 1947    | Cuba       | Mexique   | Cuba       | États-Unis |
| 1949    | Mexique    | Mexique   | États-Unis | Cuba       |
| 1990    | Canada     | Canada    | Mexique    | États-Unis |
| 1991    | États-Unis | Mexique   | États-Unis | Canada     |

## Résultats

### 1947
Pour cette première édition, organisée par la North American Football Confederation à Cuba, la Fédération des États-Unis de football choisit de ne pas envoyer son équipe nationale, mais une équipe de club, Ponta Delgada SC, une équipe amateur de Fall River, dans le Massachusetts. Bien que cette équipe ait gagné les Coupes nationales (professionnelle et amateur) aux États-Unis, elle ne pèse pas lourd face aux sélections nationales de Cuba et du Mexique. Le Canada ne participe pas aux 2 premières éditions du Championnat d'Amérique du Nord des nations.
| Classement final |            |     |   |   |   |   |    |    |      |
|                  | Équipe     | Pts | J | G | N | P | BP | BC | Diff |
| 1                | Mexique    | 4   | 2 | 2 | 0 | 0 | 8  | 1  | +7   |
| 2                | Cuba       | 2   | 2 | 1 | 0 | 1 | 6  | 5  | +1   |
| 3                | États-Unis | 0   | 2 | 0 | 0 | 2 | 2  | 10 | -8   |

| 13 juillet | Mexique | 5 | 0 | États-Unis |
| 17 juillet | Mexique | 3 | 1 | Cuba       |
| 20 juillet | Cuba    | 5 | 2 | États-Unis |

| 13 juillet 1947 | Mexique                                    | 5 - 0 | États-Unis | Estadio Tropical, La Havane |                        |
|                 | Lopez 3e, 35e, 85e · Segura 53e · Ruiz 78e |       |            | Arbitrage : José Tapia      | Arbitrage : José Tapia |

| 17 juillet 1947 | Mexique                              | 3 - 1 | Cuba     | Estadio Tropical, La Havane |                       |
|                 | Septien 30e · Segura 53e · Lopez 83e |       | Pico 42e | Arbitrage : Sam Galin       | Arbitrage : Sam Galin |

| 20 juillet 1947 | Cuba             | 5 - 2 | États-Unis        | Estadio Tropical, La Havane |  |
|                 | Buteurs inconnus |       | Souza · Valentine |                             |  |

### 1949
En 1949, le championnat d'Amérique du Nord des nations sert également de tournoi qualificatif pour la Coupe du monde de football 1950, qui a lieu au Brésil. L'équipe qui termine en tête du tournoi ainsi que son dauphin sont qualifiés pour la phase finale. Le tournoi qualificatif est organisé à Mexico.
| Rang | Équipe     | Pts | J | G | N | P | Bp | Bc | Diff |  | Résultats (▼ dom., ► ext.) |     |     |     |
| ---- | ---------- | --- | - | - | - | - | -- | -- | ---- |  | -------------------------- | --- | --- | --- |
| 1    | Mexique    | 8   | 4 | 4 | 0 | 0 | 17 | 2  | +15  |  | Mexique                    |     | 6-0 | 2-0 |
| 2    | États-Unis | 3   | 4 | 1 | 1 | 2 | 8  | 15 | -7   |  | États-Unis                 | 2-6 |     | 5-2 |
| 3    | Cuba       | 1   | 4 | 0 | 1 | 3 | 3  | 11 | -8   |  | Cuba                       | 0-3 | 1-1 |     |

| 4 septembre 1949 | Mexique                                                       | 6 - 0 | États-Unis | Ciudad de los Desportes, Mexico |                      |
|                  | Fuente 38e, 55e, 58e · N. Flores 20e · Luna 37e · Septien 85e |       |            | Arbitrage : M. Tápia            | Arbitrage : M. Tápia |

| 11 septembre 1949 | Mexique                | 2 - 0 | Cuba | Ciudad de los Desportes, Mexico |                       |
|                   | Luna 26e · Casarin 56e |       |      | Arbitrage : M. Garcia           | Arbitrage : M. Garcia |

| 14 septembre 1949 | États-Unis  | 1 - 1 | Cuba      | Ciudad de los Desportes, Mexico               |                                               |
|                   | Wallace 23e |       | Gomez 28e | Spectateurs : 8 000 Arbitrage : M. Nieto Lara | Spectateurs : 8 000 Arbitrage : M. Nieto Lara |

| 18 septembre 1949 | Mexique                                           | 6 - 2 | États-Unis               | Ciudad de los Desportes, Mexico |                      |
|                   | Ortiz 15e · Casarin 24e, 40e, 76e · Ochoa 8e, 59e |       | Watman 47e · Wallace 51e | Arbitrage : M. Tápia            | Arbitrage : M. Tápia |

| 21 septembre 1949 | États-Unis                                                 | 5 - 2 | Cuba                            | Ciudad de los Desportes, Mexico               |                                               |
|                   | Bahr 16e · J. Souza 23e · Matevitch 30e, 35e · Wallace 48e |       | Barquin 23e (pen) · Vampiro 50e | Spectateurs : 5 000 Arbitrage : M. Nieto Lara | Spectateurs : 5 000 Arbitrage : M. Nieto Lara |

| 25 septembre 1949 | Mexique                          | 3 - 0 | Cuba | Ciudad de los Desportes, Mexico |                       |
|                   | Naranjo 42e, 87e · N. Flores 59e |       |      | Arbitrage : M. Garcia           | Arbitrage : M. Garcia |

### 1990
Après plus de 40 ans d'interruption, le championnat d'Amérique du Nord des nations était réintroduit avec le Canada, pays hôte, qui remplace numériquement Cuba, désormais affilié à la CFU (zone des Caraïbes). Pour ce tournoi, les États-Unis ont envoyé une équipe B alors que Mexicains et Canadiens ont envoyé leur équipe première.
| Classement final |            |     |   |   |   |   |    |    |      |
|                  | Équipe     | Pts | J | G | N | P | BP | BC | Diff |
| 1                | Canada     | 4   | 2 | 2 | 0 | 0 | 3  | 1  | +2   |
| 2                | Mexique    | 2   | 2 | 1 | 0 | 1 | 2  | 2  | 0    |
| 3                | États-Unis | 0   | 2 | 0 | 0 | 2 | 0  | 2  | -2   |

| 6 mai  | Canada  | 1 | 0 | États-Unis |
| 10 mai | Mexique | 1 | 0 | États-Unis |
| 13 mai | Canada  | 2 | 1 | Mexique    |

| 6 mai 1990 | Canada  | 1 - 0 | États-Unis |  |
|            | Catliff |       |            |  |

| 10 mai 1990 | Mexique | 1 - 0 | États-Unis |  |
|             | Flores  |       |            |  |

| 13 mai 1990 | Canada    | 2 - 1 | Mexique |  |  |
|             | Catliff , |       | Flores  |  |  |

#### Meilleurs buteurs
3 buts :
- John Catliff

2 buts :
- Luis Flores

### 1991
| Classement final |            |     |   |   |   |   |    |    |      |
|                  | Équipe     | Pts | J | G | N | P | BP | BC | Diff |
| 1                | Mexique    | 3   | 2 | 1 | 1 | 0 | 5  | 2  | +3   |
| 2                | États-Unis | 3   | 2 | 1 | 1 | 0 | 4  | 2  | +2   |
| 3                | Canada     | 0   | 2 | 0 | 0 | 2 | 0  | 5  | -5   |

| 12 mars | Mexique    | 2 | 2 | États-Unis |
| 14 mars | Mexique    | 3 | 0 | Canada     |
| 16 mars | États-Unis | 2 | 0 | Canada     |

| 12 mars 1991 | États-Unis                  | 2 - 2 | Mexique                  | Rose Bowl, Pasadena                         |                                             |
|              | Washington 44e · Murray 89e |       | Valdez 9e · Espinoza 31e | Spectateurs : 5 261 Arbitrage : Mario Lopez | Spectateurs : 5 261 Arbitrage : Mario Lopez |

| 14 mars 1991 | Mexique                      | 3 - 0 | Canada | Rose Bowl, Pasadena |                     |
|              | Zaguinho 5e · Duana 49e, 53e |       |        | Spectateurs : 6 000 | Spectateurs : 6 000 |

| 16 mars 1991 | États-Unis                  | 2 - 0 | Canada | Torrance                                          |                                                   |
|              | Washington 13e · Murray 60e |       |        | Spectateurs : 4 000 Arbitrage : José Carlos Ortiz | Spectateurs : 4 000 Arbitrage : José Carlos Ortiz |

#### Meilleurs buteurs
2 buts :
- Pedro Duana
- Bruce Murray et Dante Washington